# Reinhardt Kiehl
Reinhardt Kiehl (Herne, Alemanha, 31 de maio de 1935) é um matemático alemão.
Foi palestrante convidado do Congresso Internacional de Matemáticos em Nice (1970 - Grauertsche Kohärenzsätze für stetige und differenzierbare Familien komplexer Räume).

## Obras
- com Eberhard Freitag Etale Cohomology and the Weil Conjecture, Springer Verlag 1988
- com Rainer Weissauer Weil Conjectures, Perverse Sheaves and l-adic Fourier Transform, Springer Verlag 2001
- De Rham Kohomologie algebraischer Mannigfaltigkeiten über einem bewerteten Körper, Pub. Math. IHES, Band 33, 1967, S. 5–20, Online
- Der Endlichkeitssatz für eigentliche Abbildungen in der nichtarchimedischen Funktionentheorie, Inventiones Mathematicae, Band 2, 1967, S. 191-214
- Theorem A und B in der nichtarchimedischen Funktionentheorie, Inventiones Mathematicae, Band 2, 1967, S. 256-273
- Ausgezeichnete Ringe in der nichtarchimedischen analytischen Geometrie, J. Reine Angewandte Mathematik, Band 235, 1969, S. 89
- com Jean-Louis Verdier Ein einfacher Beweis des Kohärenzsatzes von Grauert, Mathematische Annalen, Band 195, 1971, S. 24-50
- Äquivalenzrelationen in analytischen Räumen, Mathematische Zeitschrift, Band 105, 1968, S. 1-20
- Relativ analytische Räume, Inventiones Mathematicae, Band 16, 1972, S.40-112